# کشتار نو گون ری

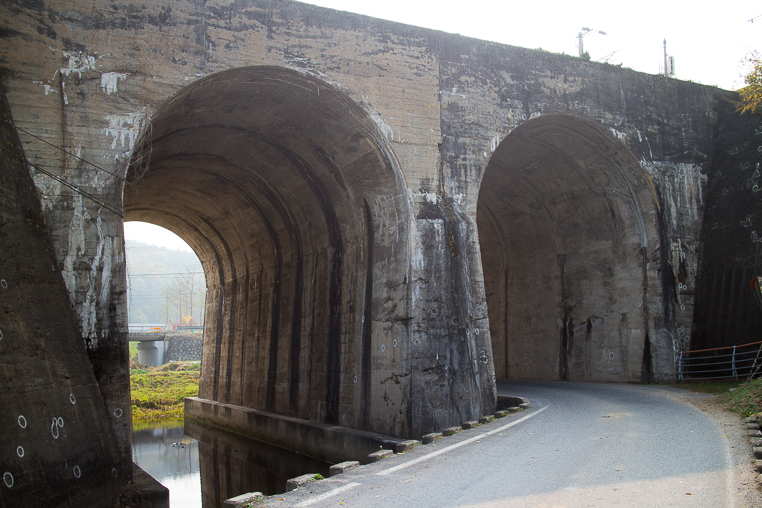
نمایی از پل راه‌آهن منطقهٔ نو گون ری - اکتبر ۲۰۱۵

کشتار نو گون ری(به کره‌ای: 노근리 양민학살사건) کشتار غیرنظامیان کره جنوبی در طول جنگ کره بود که طی آن ۳۰۰ شهروند  توسط نیروهای ارتش آمریکا و بین ۲۶ تا ۲۹ ژوئیه ۱۹۵۰ (۴ تا ۷ اسفند ۱۳۲۹) در روستای نو گون ری کشته شدند. گزارش این واقعیت توسط آسوشیتد پرس و باعث شد تا سال ۱۹۹۹ جایزه پولیتزر را بگیرند. این روستا در مرکز کره جنوبی واقع است.این کشتار توسط واحدهای لشکر یک مکانیزه آمریکا و در زیر پل آن روستا انجام شد. این واقعه را دومین واقعه تلخ بعد از کشتار می لای می‌دادند.

## شرح حادثه
کشتار No Gun Ri در هفته‌های اول جنگ 1950-1953 رخ داد، زمانی که نیروهای ایالات متحده و کره جنوبی توسط مهاجمان کره شمالی به سمت جنوب رانده می‌شدند و گزارش‌هایی منتشر شد مبنی بر اینکه نفوذی‌های شمالی خود را به عنوان پناهجویان کره جنوبی درآورده‌اند.در 26 ژوئیه 1950، در خارج از روستای نو گون ری در مرکز کره جنوبی، صدها غیرنظامی از روستاهای مجاور، به دستور سربازان آمریکایی در جنوب، توسط یک گردان از هنگ هفتم سواره نظام ایالات متحده متوقف شدند پناهجویان ناگهان مورد حمله هواپیماهای آمریکایی قرار گرفتند که بدون هشدار یا تحریک، شروع به درگیری و بمباران پل از بالا کردند.پناهندگان وحشت زده از یک خاکریز پایین رفتند و به دنبال پوشش پل رفتند. اما همانطور که در زیر طاق های آن پناه گرفتند، پیاده نظام ایالات متحده با گردان دوم، هنگ هفتم سواره نظام شروع به تیراندازی به سمت آنها کردند. اکنون پناهجویان که با حملات هوایی و زمینی محبوس شده بودند، اجساد خانواده‌ها و دوستان خود را روی هم چیده و سدی موقت در زیر پل تشکیل دادند.رگبار بیش از سه روز ادامه داشت. پناهندگان بدون غذا به دام افتادند و مجبور شدند از نهر کوچکی که پر از خون شده بود آب بنوشند. آنهایی که حرکت کردند یا سعی کردند فرار کنند تقریباً بلافاصله مورد گلوله قرار گرفتند و کشته شدند. بین 250 تا 400 پناهجو به طرز وحشیانه ای کشته شدند.
طبق شهادت یکی از سربازان آمریکایی ، ادوارد دیلی ، که در آن زمان یک سرجوخه 19 ساله بود و در قتل شرکت داشت." در نزدیکی روستای No Gun Ri، در نزدیکی مرز، حدود 200 پناهنده گیج و وحشت زده - بیشتر زنان و کودکان - زیر یک پل سیمانی جمع شده بودند تا از دید کره شمالی و همچنین از هواپیماهای جنگنده آمریکایی که شروع به حمله به منطقه کرده بودند پنهان شوند. .به ادوارد دیلی و همرزمانش دستور داده شد که در هر انتهای تونل پست های مسلسل ایجاد کنند تا از فرار سربازان مبدل کره شمالی جلوگیری کنند.طبق گفته های دیلی، «دوباره صفحه‌های مسلسلم را تنظیم کردم، اسلحه را پایین آوردم تا به کره‌ای‌هایی که روی زمین بتونی پخش شده بودند برخورد کند و برای 30 دقیقه شلیک کرم .«حتی با وجود سر و صدای مسلسل، فریادهای ترسناک زنان و کودکان را می شنیدم که از درد و ترس فریاد می زدند. صدای مرگبار آنها از تونل ها بیرون می آمد.»

## واکنش ها
پس از تقریباً 50 سال سکوت و انکار، سرانجام دولت ایالات متحده در گزارشی به کشته شدن «تعداد نامعلومی» از غیرنظامیان کره‌ای اذعان کرد که متعاقباً این مرگ‌ها را «یک تراژدی ناگوار ذاتی جنگ و نه یک قتل عمدی» توصیف کرد.
در 12 ژانویه 2001، ارتش ایالات متحده و وزارت دفاع ملی کره پس از انجام تحقیقات جداگانه در مورد کشتار No Gun Ri بیانیه مشترکی را منتشر کردند. این بیانیه اذعان داشت که نیروهای آمریکایی در هفته آخر ژوئیه 1950 تعداد نامعلومی از پناهجویان را در نزدیکی No Gun Ri کشته یا زخمی کردند، اما هیچ اشاره ای به غیرقانونی بودن آن اقدام نکرد. پیتر مک‌کلاسکی، نماینده سابق کنگره آمریکا و یکی از هشت کارشناس غیرنظامی که به عنوان مشاور این گزارش خدمت می‌کردند، از گزارش ارتش انتقاد کرد و آن را «سفیدشویی» خواند.پس از تصویب قانون ویژه در مورد کشتار No Gun Ri در سال 2004، کمیته ای زیر نظر دفتر نخست وزیر برای شناسایی و بازپروری قربانیان حادثه No Gun Ri ایجاد شد. این کمیته طی سه بررسی در سال های 2005، 2008 و 2022 به طور رسمی 228 قربانی را به رسمیت شناخت.سپس بیل کلینتون، رئیس‌جمهور آمریکا در سال 2001 بیانیه‌ای داد و گفت: «از اینکه غیرنظامیان کره‌ای جان خود را در No Gun Ri از دست دادند عمیقا متأسفم». دولت ایالات متحده همچنین پیشنهاد ساخت یک بنای یادبود و ایجاد صندوق کمک هزینه تحصیلی برای فرزندان قربانیان را داد، اما خانواده‌های قربانیان این پیشنهاد را رد کردند.